# Ballabriga
Ballabriga es una localidad española perteneciente al municipio de Beranuy, en la Ribagorza, provincia de Huesca, Aragón. Su lengua propia es el catalán ribagorzano.
En cuanto población, esta aldea del alto valle del Isábena en el año 2000 tenía 3 habitantes, 7 en 2010 y 4 en 2020.

## Monumentos
- Iglesia parroquial.[1][2]